# Egerton (Wielki Manchester)
Egerton – wieś w Anglii, w hrabstwie ceremonialnym Wielki Manchester, w dystrykcie metropolitalnym Bolton. Leży 23 km na północny zachód od centrum miasta Manchester.